# Неоднократность преступлений
Неоднократность преступлений — это форма множественности преступлений, предполагающая совершение лицом двух и более однородных (например, различные виды хищений: кража, грабёж, разбой) или тождественных деяний, ни за одно из которых оно не понесло ответственности.

## Неоднократность преступлений в уголовном праве России

### До 2003 года
Неоднократность в уголовном законодательстве Российской Федерации до 2003 года выступала в роли квалифицирующего признака отдельных составов преступлений. Однако Федеральным законом от 8 декабря 2003 года № 162-ФЗ признак неоднократности был исключён из большинства составов преступлений. 

### После 2003 года
В настоящий момент неоднократность в российском уголовном законе упоминается как альтернативный конструктивный признак составов ч. 1 ст. 154 УК РФ (незаконное усыновление или удочерение) и ч. 1 ст. 180 УК РФ (незаконное использование средств индивидуализации товаров, работ или услуг).
Кроме того, используется аналогичный по содержанию признак систематичности. Систематичность представляет собой «многократное совершение тождественных или однородных действий, связанных единой направленностью и представляющих собой единую линию поведения». Систематичность, как правило, предполагает совершение трёх и более деяний, либо продолжаемую преступную деятельность, состоящую из большого числа тождественных актов, обладающих совокупной общественной опасностью. Такой признак присутствует в ст. 117 (истязание) и ст. 151 УК РФ.
В связи с исключением в 2003 году из УК РФ квалифицирующего признака неоднократности преступлений неоднозначно в юридической теории и практике стал решаться вопрос о квалификации нескольких деяний, предусмотренных одной и той же статьёй УК РФ, которые были последовательно совершены лицом. Характерным примером может служить квалификация трёх убийств, которые совершены подряд, но без единого умысла, определяющего их совершение.
По действовавшим до 2003 года нормам УК данное деяние должно было быть квалифицировано по п. «н» ч. 2 ст. 105 УК РФ. После исключения из уголовного закона данного квалифицирующего признака возник спор: следует ли квалифицировать данное деяние как реальную совокупность трёх убийств, предусмотренных ч. 1 ст. 105, либо как убийство двух и более лиц (п. «а» ч. 2 ст. 105). Выбору второго варианта квалификации препятствовало наличие указания Пленума Верховного Суда РФ, которое предписывало квалифицировать по п. «а» ч. 2 ст. 105 только убийства, охватывавшиеся единым умыслом. Лишь в апреле 2008 года в Постановление Пленума Верховного Суда РФ «О судебной практике по делам об убийстве» были внесены изменения, предписывавшие квалифицировать по п. «а» ч. 2 ст. 105 в том числе и деяния, не охватывавшиеся единым умыслом.